# The Doors (Album)
The Doors ist das Debütalbum der US-amerikanischen Rockband The Doors und wurde am 4. Januar 1967 von Elektra Records veröffentlicht.

## Artwork
Das Cover der Platte zeigt Jim Morrison in Großaufnahme, die anderen drei Mitglieder der Band vor einem schwarzen Hintergrund stehend. Die Aufnahme stammt von dem US-amerikanischen Photographen Guy Webster, der schon für die Rolling Stones gearbeitet hatte.

## Inhalt
Die Albumversion von Light My Fire ist im Gegensatz zur Single die ungekürzte Version. Der Song war für das damals gängige Single- und Radioformat zu lang. Nach dem im Ergebnis unbefriedigenden Versuch, ihn neu einzuspielen, wurden die Instrumentalsoli im Mittelteil für die Singleveröffentlichung kurzerhand entfernt, wobei der nicht ganz sauber ausgeführte Schnitt am Ende des gekürzten Instrumentalteils sogar deutlich zu hören ist.
Der Alabama Song wurde ursprünglich von Kurt Weill und Bertolt Brecht für deren Oper Aufstieg und Fall der Stadt Mahagonny geschrieben. Willie Dixon ist der Autor des Stücks Back Door Man, das in einer Version von Howlin’ Wolf bekannt wurde. Der letzte Titel des Albums The End wurde unter anderem für den Soundtrack des Antikriegsfilms Apocalypse Now verwendet.

## Titelliste
Bis auf die gekennzeichneten Ausnahmen stammen alle Songs aus der Feder von John Densmore, Robby Krieger, Ray Manzarek und Jim Morrison – „The Doors“.
Seite 1:
1. Break on Through (To the Other Side) – 2:25
2. Soul Kitchen – 3:30
3. The Crystal Ship – 2:30
4. Twentieth Century Fox – 2:30
5. Alabama Song (Whisky Bar) (Brecht, Weill) – 3:15
6. Light My Fire – 7:07

Seite 2:
1. Back Door Man (W. Dixon, C. Burnett) – 3:30
2. I Looked at You – 2:18
3. End of the Night – 2:49
4. Take It as It Comes – 2:13
5. The End – 11:44

## Rezeption

### Rezensionen
Die Musikzeitschrift Rolling Stone führt The Doors auf Platz 42 der 500 besten Alben aller Zeiten und auf Platz 34 der 100 besten Debütalben. Der New Musical Express wählte es auf Platz 226 der 500 besten Alben aller Zeiten. In der Auswahl der 200 besten Alben der 1960er Jahre von Pitchfork belegt The Doors Platz 95. 2002 wurde das Album in die Grammy Hall of Fame und 2014 in die National Recording Registry aufgenommen. Das Album gehört zu den 1001 Albums You Must Hear Before You Die.
Der US-amerikanische Rockkritiker Robert Christgau nahm das Album in seine Liste der 40 grundlegenden Alben des Jahres 1967 auf, denn „kein Album einer neuen amerikanischen Band elektrisierte die Welt so wie The Doors“.

### Chartplatzierungen
The Doors stieg am 25. März 1967 in die US-amerikanischen Billboard 200 ein und erreichte seine beste Platzierung mit Rang zwei am 16. September 1967. Es musste sich lediglich Sgt. Pepper’s Lonely Hearts Club Band (The Beatles) geschlagen geben. Mit Unterbrechungen konnte sich das Album 121 Wochen in den US-amerikanischen Albumcharts platzieren. Im Vereinigten Königreich stieg das Album erstmals nach eine Wiederveröffentlichung im April des Jahres in die Charts ein und erreichte seine beste Platzierung mit Rang 43 am 19. Mai 1991. In Deutschland stieg das Album erstmals für eine Woche am 7. April 2017 auf Rang 43 ein.
| ChartsChartplatzierungen       | Höchstplatzierung | Wochen |
| ------------------------------ | ----------------- | ------ |
| Deutschland (GfK)              | 43 (1 Wo.)        | 1      |
| Vereinigte Staaten (Billboard) | 2 (121 Wo.)       | 121    |
| Vereinigtes Königreich (OCC)   | 43 (12 Wo.)       | 12     |

### Auszeichnungen für Musikverkäufe
| Land/Region                  | Auszeichnungen für Musikverkäufe (Land/Region, Auszeichnung, Verkäufe) | Verkäufe  |
| ---------------------------- | ---------------------------------------------------------------------- | --------- |
| Argentinien (CAPIF)          | Gold                                                                   | 30.000    |
| Deutschland (BVMI)           | Platin                                                                 | 500.000   |
| Italien (FIMI)               | Platin                                                                 | 50.000    |
| Kanada (MC)                  | 4× Platin                                                              | 400.000   |
| Österreich (IFPI)            | Gold                                                                   | 25.000    |
| Schweden (IFPI)              | Gold                                                                   | 50.000    |
| Spanien (Promusicae)         | Gold                                                                   | 50.000    |
| Vereinigte Staaten (RIAA)    | 4× Platin                                                              | 4.000.000 |
| Vereinigtes Königreich (BPI) | 2× Platin                                                              | 600.000   |
| Insgesamt                    | 4× Gold · 12× Platin ·                                                 | 5.705.000 |

Hauptartikel: The Doors/Auszeichnungen für Musikverkäufe